# Department of Immigration and Citizenship
Das Department of Immigration and Citizenship (DIAC; deutsch Ministerium für Einwanderung und Staatsbürgerschaft) war ein Einwanderungsministerium des Commonwealth of Australia, das von 2007 bis 2013 existierte. Geführt wurde es von der Labor Party und unterlag einem häufigen Paradigmenwechsel in seiner praktizierten Migrations- und Asylpolitik.

## Aufgaben und politische Führung
Dieses Einwanderungsministerium wurde von den Laborregierungen des Premierministers Kevin Rudd und der Premierministerin Julia Gillard geführt. Das Einwanderungsministerium definierte seine Arbeitsschwerpunkte neben der Einwanderung, Grenzkontrollen, Staatsbürgerschaft, auch im Bereich ethnischer und multikultureller Angelegenheiten.
Geführt wurde es von Andrew Metcalfe bis 2012 und anschließend von Martin Bowles.

## Immigrations- und Asylpolitik
Nachdem Kevin Rudd von der Labor Party im Jahr 2007 die Wahl in Australien gewonnen hatte, wurden die Internierungslager für asylsuchende Boatpeople im Jahr 2008 in Ländern außerhalb des Hoheitsgebietes von Australien geschlossen. Dies bedeutete das Ende der „Pazifischen Lösung“, der Anwendung einer rigiden Einwanderungshaft durch die vorhergehende konservative Regierung.

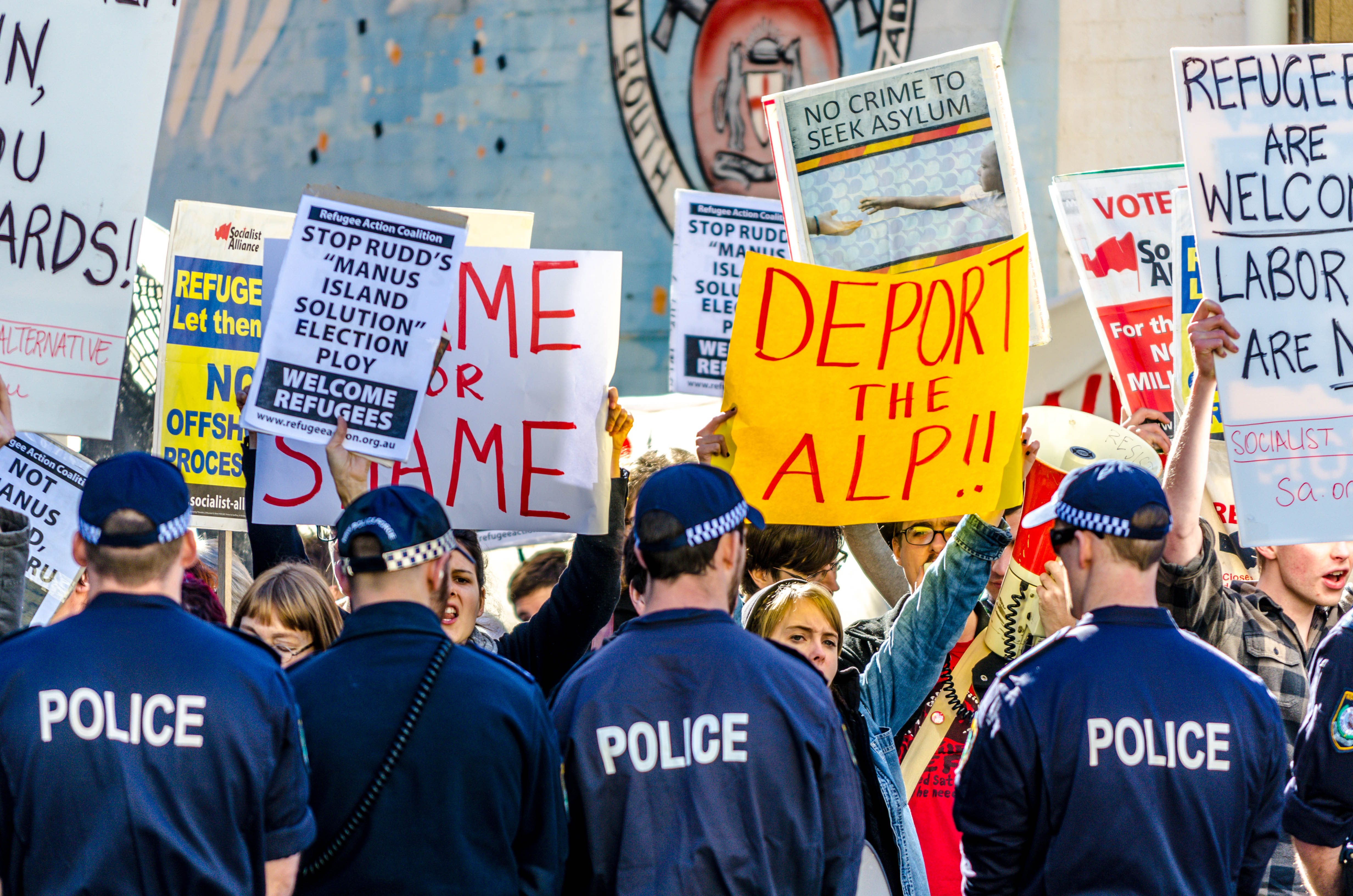
Protest gegen die Politik von Kevin Rudds zweiter Amtszeit (Juli 2013)

Es dauerte bis ins Jahr 2011 als die liberale Politik von Kevin Rudd unter den Druck der Öffentlichkeit geriet, die gegen das Ankommen zahlreicher Boatpeople forderte, die Internierungslager in den Drittländern wieder zu eröffnen. Rudd verlor in der Labor Party die Mehrheit, was automatisch auch den Verlust des Postens des Premierministers nach sich zog.
In den Jahren 2012 und 2013 kamen etwa 38.000 Boatpeople in Australien an. Die nach Rudd ins Amt eines Premierministers gekommene Julia Gillard versuchte die Anzahl der Flüchtlinge mit dem Konzept der sogenannten „Malaysian Solution“ zu begrenzen und auf diesem Weg die australische Migrationspolitik vom Makel des Rassismus zu befreien. Die „Malaysian Solution“ basierte auf dem Vorschlag, dass 800 asylsuchende Malaysier, die als Boatpeople nach Australien kamen, repatriiert werden sollten. Im Gegenzug sollten 4000 Malaysier, die bereits eine temporäre Aufenthaltsgenehmigung in Australien erhalten hatten, ein Recht auf Einwanderung erhalten. Gillards Vorhaben scheiterte vor dem obersten Gericht von Australien. Nach diesem Fehlversuch aktivierte Gillard wieder die Lager auf Manus und Nauru, die in Drittländern liegen.
Nachdem Gillard im Juni 2013 abgewählt worden war, wurde Kevin Rudd erneut Premierminister und nun wollte auch er alle Boatpeople in ausländische Lager internieren. Rudd unterlag allerdings in der Wahl im November 2013 und der konservative Tony Abbott kam an die Macht. Abbott hatte seine Wahlkampagne „stop the boats“ durchgeführt, die auch Operation Sovereign Borders genannt wird. Damit setzte er die unter Rudd eingeleitete, rigide Migrationspolitik nach seinem Amtsantritt am 18. September 2013 als Premierminister fort, wie auch die nachfolgende Regierung unter Malcolm Turnbull, der seit 15. September 2015 das Amt des Premierministers bekleidet.
Die nationalliberale Regierung unter Tony Abbott kam im Jahr 2013 an die Macht und ersetzte den bisherigen Namen des Ministeriums durch Department of Immigration and Border Protection. Das Einwanderungsministerium wird derzeit (April 2017) von Peter Dutton von der Liberal Party of Australia geführt.

## Namen der Einwanderungsministerien seit 1945
Von 1901 bis 1945 gab es kein eigenständiges Einwanderungsministerium, sondern die Belange wurden in Unterabteilung anderer Ministerien bearbeitet.
| Name                                                               | Abkürzung | Beginn | Ende    | Regierung                  |
| ------------------------------------------------------------------ | --------- | ------ | ------- | -------------------------- |
| Department of Immigration                                          | DI        | 1945   | 1974    |                            |
| Department of Labor and Immigration                                | DLI       | 1974   | 1975    |                            |
| Department of Immigration and Ethnic Affairs                       | DIEA      | 1975   | 1987    |                            |
| Department of Immigration, Local Government and Ethnic Affairs     | DILGEA    | 1987   | 1993    |                            |
| Department of Immigration and Ethnic Affairs (II)                  | DIEA      | 1993   | 1996    |                            |
| Department of Immigration and Multicultural Affairs                | DIMA      | 1996   | 2001    |                            |
| Department of Immigration and Multicultural and Indigenous Affairs | DIMIA     | 2001   | 2006    |                            |
| Department of Immigration and Multicultural Affairs (II)           | DIMA      | 2006   | 2007    |                            |
| Department of Immigration and Citizenship                          | DIAC      | 2007   | 2013    | Australian Labor Party     |
| Department of Immigration and Border Protection                    | DIBP      | 2013   | aktuell | Nationalliberale Koalition |